# Louis Ulbach
Jean-Baptiste Louis Ulbach, parfois dit Ferragus, né le 7 mars 1822 à Troyes et mort le 16 avril 1889 à Paris 4e à la bibliothèque de l'Arsenal, est un journaliste, romancier et dramaturge français.

## Biographie
Louis Ulbach naît le 7 mars 1822 à Troyes, il vient à Paris pour terminer ses études au lycée Charlemagne. Il se marie dans la capitale en 1846, se lie avec Lamartine et se fait recevoir par Victor Hugo, qui l’encourage à publier un volume de vers, Gloriana, en 1844.
Il collabore pendant quatre ans à L’Artiste et au Musée des familles, puis fonde en 1848 Le Propagateur de l’Aube, où il publie une série de lettres politiques signées Jacques Souffrant, ouvrier, suivies d'une série de Réponses à Jacques Souffrant signées Ulbach. Ces lettres, réunies plus tard en volume, font sensation. L’une d’elles lui vaut un procès, à l’issue duquel la plaidoirie de Jules Favre le fait acquitter. Lorsque le coup d'État du 2 décembre 1851 fait disparaître Le Propagateur de l’Aube, il revient dans la capitale et entre à la Revue de Paris, dont il devient le directeur en 1853. Il se charge notamment de la critique littéraire, où sa verve mordante et froide est particulièrement remarquée. À la même époque, il s’essaie au théâtre et commence à publier sous forme de feuilletons une longue série de romans et de nouvelles. Son roman Monsieur et Madame Fernel connaît un certain succès et est adapté pour la scène en 1864 par Henri Crisafulli.
De 1858 à 1860, il dirige avec François Favre Le Monde maçonnique, revue des loges de tous les rites. Lors de sa fondation en 1861, il tient la chronique dramatique du Temps, qu’il quitte en 1867 pour entrer au Figaro, où ses Lettres de Ferragus le font encore une fois remarquer. Il y attaque notamment Émile Zola avec un article intitulé La Littérature putride, suscitant ainsi une polémique qui amènera l’auteur de Thérèse Raquin à préciser ses positions sur le roman naturaliste. En 1868, Ulbach fonde La Cloche, un pamphlet hebdomadaire satirique qui attire sur lui les foudres de la censure impériale qui, en dépit d'une plaidoirie assurée par son avocat Ferdinand Hérold, le fait condamner à six mois de prison et à 500 francs d’amende le 10 juin 1869. En décembre suivant, il transforme La Cloche en quotidien d'opposition démocratique. Lorsque la publication en est interrompue pendant le siège de Paris en 1870, il devient secrétaire de section de la Commission des barricades.
Peu après la réapparition de La Cloche en 1871, Ulbach est à nouveau menacé d’arrestation et se réfugie chez son ami Léon Laurent-Pichat. Convoqué par le Conseil de guerre, il est condamné à  trois ans de prison et 6 000 francs d’amende, peine réduite après cassation à trois mois et à 3 000 francs. Il se présente sans succès aux élections de juillet 1871, puis cède La Cloche en décembre 1872 à Ernest Laharanne. Il contribue par une chronique de Paris au quotidien bruxellois L'Indépendance belge et entre comme bibliothécaire à la bibliothèque de l'Arsenal en 1878. Il est promu officier de la Légion d'honneur en 1885. Il fonde en 1888 avec Jules Simon la Revue de famille, dont il est sous-directeur jusqu’à sa mort à l’âge de 67 ans dans les locaux même de la bibliothèque.

## Principales publications
- Gloriana : poèmes, Paris, 1844 (lire en ligne).
- Lettres à Jacques Souffrant, ouvrier (1851)
- Philosophie maçonnique (1853)
- Argine Piquet (1853)
- L'Amour et la Mort, nouvelles (1855)
- Suzanne Duchemin (1855)
- Écrivains et Hommes de lettres : Voltaire et M. Nicolardot. Montaigne et M. Étienne Catalan. Stendhal. M. Hip. Castille. M. Flourens. M. Lanfrey. L'Académie et les académiciens. M. E. Pelletan. M. Gustave Planche. Gérard de Nerval. Le Parti catholique : MM. de Montalembert, de Falloux, Veuillot. Fléchier. Paul Delaroche. M. E. Quinet (1857) Texte en ligne
- Les Roués sans le savoir, nouvelles (1857) Texte en ligne
- Les Secrets du diable, nouvelles (1858)
- La Voix du sang (1858)
- Pauline Foucault, Paris, 1859 (lire en ligne).
- Histoire d'une mère et de ses enfants : Madame Gottlieb, Paris, 1859 (lire en ligne).
- L'Homme aux cinq louis d'or, Paris, 1860 (lire en ligne).
- L'Île des rêves, aventures d'un Anglais qui s'ennuie : nouvelles, Paris, 1860 (lire en ligne).
- Monsieur et Madame Fernel (1860)
- Françoise (1862)
- Le Mari d'Antoinette (1862)
- Causeries du dimanche (1863)
- Voyage autour de mon clocher. Histoire et histoires, nouvelles (1864)
- Louise Tardy (1864)
- Mémoires d'un inconnu (1864)
- Le Parrain de Cendrillon (1865)
- Le Jardin du chanoine (1866)
- La Chauve-souris, suite du Parrain de Cendrillon (1867)
- Les Parents coupables, mémoires d'un lycéen (1867)
- Le Roman de la bourgeoisie : La cocarde blanche (1814) (1868)
- Nos contemporains : Napoléon III. Lamartine. Le duc d'Aumale. Victor Hugo. Louis Blanc. Sainte-Beuve. Mazzini. George Sand. Thiers. Jules Grévy (1869)
- Lettres de Ferragus (1869) Texte en ligne
- Le Prince Bonifacio : nouvelles, Paris, 1869 (lire en ligne).
- Le Sacrifice d'Aurélie (1873)
- Les Compagnons du Lion dormant : La Maison de la rue de l'Échaudé (1874)
- Les Compagnons du Lion dormant : La Ronde de nuit (1874)
- Les Cinq doigts de Birouk (1874)
- Le Secret de Mlle Chagnier, suite des Cinq doigts de Birouk (1875)
- Aventures de trois grandes dames de la cour de Vienne, d'après Henriette von Paalzow (3 volumes, 1875-1876) Texte en ligne 3 : La Comtesse de Thyrnau
- Le Baron américain, adapté de James de Mille (1876)
- Madame Gosselin (1877)
- Mémoires d'un assassin : Cyrille (1877)
- Mémoires d'un assassin : Maxime (1877)
- Le Comte Orphée (1878)
- Guide sentimental de l'étranger dans Paris, par un Parisien (1878)
- Monsieur Paupe (1878)
- Simple Amour, suite de Monsieur Paupe (1878)
- Les Buveurs de poison : Noèle (1879)
- Les Buveurs de poison : La Fée verte (1879)
- L'Enfant de la morte (1879)
- Le Château des Épines (1880)
- Le Crime de Martial, suite du Château des Épines (1880)
- Réparation (1880)
- Le Tapis vert, imité de Mór Jókai (1880)
- Le Mariage de Pouchkine, imité de Mór Jókai, suite du Tapis vert (1881)
- La Fleuriotte (1881)
- Le Marteau d'acier (1882)
- Quinze ans de bagne, suit du Marteau d'acier (1882)
- La Confession d'un abbé (1883) Texte en ligne
- L'Homme au gardénia (1884)
- Autour de l'amour (1885)
- Almanach de Victor Hugo (1885) Texte en ligne
- L'Espion des écoles, avec 27 compositions de Carl Larsson (1885)
- Amants et Maris (1886)
- L'Amour moderne (1886)
- Espagne et Portugal, notes et impressions (1886)
- Papa Fortin (1886)
- La Maîtresse du général (1887)
- Les Bonnes Femmes (1887) Texte en ligne
- La Csárdás, notes et impressions d'un Français en Autriche, en Hongrie, en Roumanie, en Angleterre, en Italie, en Suisse, en Belgique, en Hollande, en France (1888)
- Les Belles et les Bêtes, études de physiologie comparée (1888) Texte en ligne
- Mère et Maîtresse (1888) Texte en ligne
- Bobinette (publié sous forme de roman-feuilleton dans Le Figaro du 6 janvier 1889 au 17 février 1889, et en un volume chez Lévy la même année)

Théâtre
- Don Almanzo, opéra-bouffe en un acte, avec Eugène Labat, musique de Renaud de Vilbac, Paris, Théâtre-Lyrique, 16 avril 1858
- Le Doyen de Saint-Patrick, drame en 5 actes, en prose, avec Léon de Wailly, Paris, Théâtre impérial de l'Odéon, 20 novembre 1862
- Monsieur et Madame Fernel, comédie en 4 actes, en prose, avec Henri Crisafulli, Paris, Théâtre du Vaudeville, 30 janvier 1864

## Sources biographiques
- Adolphe Bitard, Dictionnaire général de biographie contemporaine française et étrangère, 1878, p. 1108-1109.
- Gustave Vapereau, Dictionnaire universel des contemporains, 1858, p. 1696.